# Frieden von Ofen
Im Frieden von Ofen (nach dem alten deutschen Namen von Buda, heute Teil der Stadt Budapest) wurden am 3. April 1254 das Herzogtum Österreich und das Herzogtum Steiermark zwischen den Königen Ottokar II. von Böhmen und Bela IV. von Ungarn aufgeteilt.

## Vorgeschichte
Nach dem Aussterben der Babenberger als Herrscher über Österreich und die Steiermark durch den Tod Herzog Friedrichs des Streitbaren 1246 waren beide Herzogtümer verwaist und weckten damit Begehrlichkeiten bei den Regenten der benachbarten Länder.
Ottokar, 22-jähriger Böhmenprinz, übernahm im Frühjahr 1252 durch Hochzeit mit der 47-jährigen Margarete von Babenberg, Erb-Schwester Friedrichs des Streitbaren, das Herzogtum Österreich und erhob zudem Anspruch auf die Steiermark. Wenig später heiratete Gertrud von Babenberg, Erb-Nichte Friedrichs, mit Roman von Halicz einen Verwandten König Belas, der wiederum ebenso vormalige Gebiete der Babenberger beanspruchte.
Nachdem die steirischen Stände Ende desselben Jahres seinen Sohn Stephan einstimmig zu ihrem Herzog gewählt hatten, unternahm Bela 1253 im Bündnis mit den Herzögen Otto von Bayern und Bolesław von Krakau gemeinsam mit Roman einen wenig erfolgreichen Angriff auf Mähren und Österreich.
Papst Innozenz IV. und Bischof Bruno von Olmütz intervenierten in der Auseinandersetzung und erreichten eine Verständigung beider Streitparteien.

## Friedensvereinbarungen
In dem am 3. April 1254 in Ofen zwischen Ottokar II. und Bela IV. geschlossenen Frieden wurde die Steiermark dem ungarischen König zugesprochen. Verzichten musste er dabei jedoch auf das bis dahin steirische Pittner Gebiet nordöstlich des Semmerings und des Wechsels (vom Wechsel weg verlief die Grenze entlang der Donau-Raab-Wasserscheide bis zum Hartlspitz im Rosaliengebirge, der an der Grenze zu Ungarn lag), das ebenso an Ottokar fiel wie der Traungau, der als ursprüngliches Herrschaftsgebiet der steirischen Otakare ebenfalls zur Steiermark gehört hatte, und das Ischler Land.
Gertrud, die von Roman schon 1253 verlassen worden war, wurde mit einigen Herrschaften und Städten in der Steiermark abgefertigt, darunter Voitsberg und Judenburg, denen sie später mehrere Freiheiten und Schenkungen verlieh.
Die Burg Schwarzenbach in Niederösterreich wird in dem den Friedensschluss bestätigenden Dokument das erste Mal – im Ungarn zugesprochenen Teil – urkundlich genannt.

## Weitere Entwicklung
König Ottokar konnte sich mit den vereinbarten Gebietseinbußen an Bela von Ungarn nicht abfinden und nahm den Kampf nach einiger Zeit erneut auf. Zu seinem Nutzen geriet ein Aufstand des steirischen Adels gegen die ungarische Herrschaft, der 1260 ausbrach. Nach der Schlacht bei Kressenbrunn im selben Jahr musste Bela im Wiener Frieden 1261 auch die Steiermark an Ottokar abtreten.
Durch die Vereinigung des Traungaus mit den übrigen obderennsischen Gebieten konnte die Landwerdung Oberösterreichs mit Zentrum Linz einsetzen.